# Estação Honoré-Beaugrand
A Estação Honoré-Beaugrand é uma das estações do Metrô de Montreal, situada em Montreal, ao lado da Estação Radisson. É uma das estações terminais da Linha Verde.
Foi inaugurada em 06 de junho de 1976. Localiza-se no cruzamento da Rua Sherbrooke com a Rua Honoré-Beaugrand. Atende o distrito de Mercier–Hochelaga-Maisonneuve.

## Origem do nome
Beaugrand Honoré, foi prefeito de Montreal de 1885 a 1887. Ele fundou o jornal La Patrie Montreal, em 1879. Pouco depois, ele deixou a cidade e se tornou um viajante e escritor.

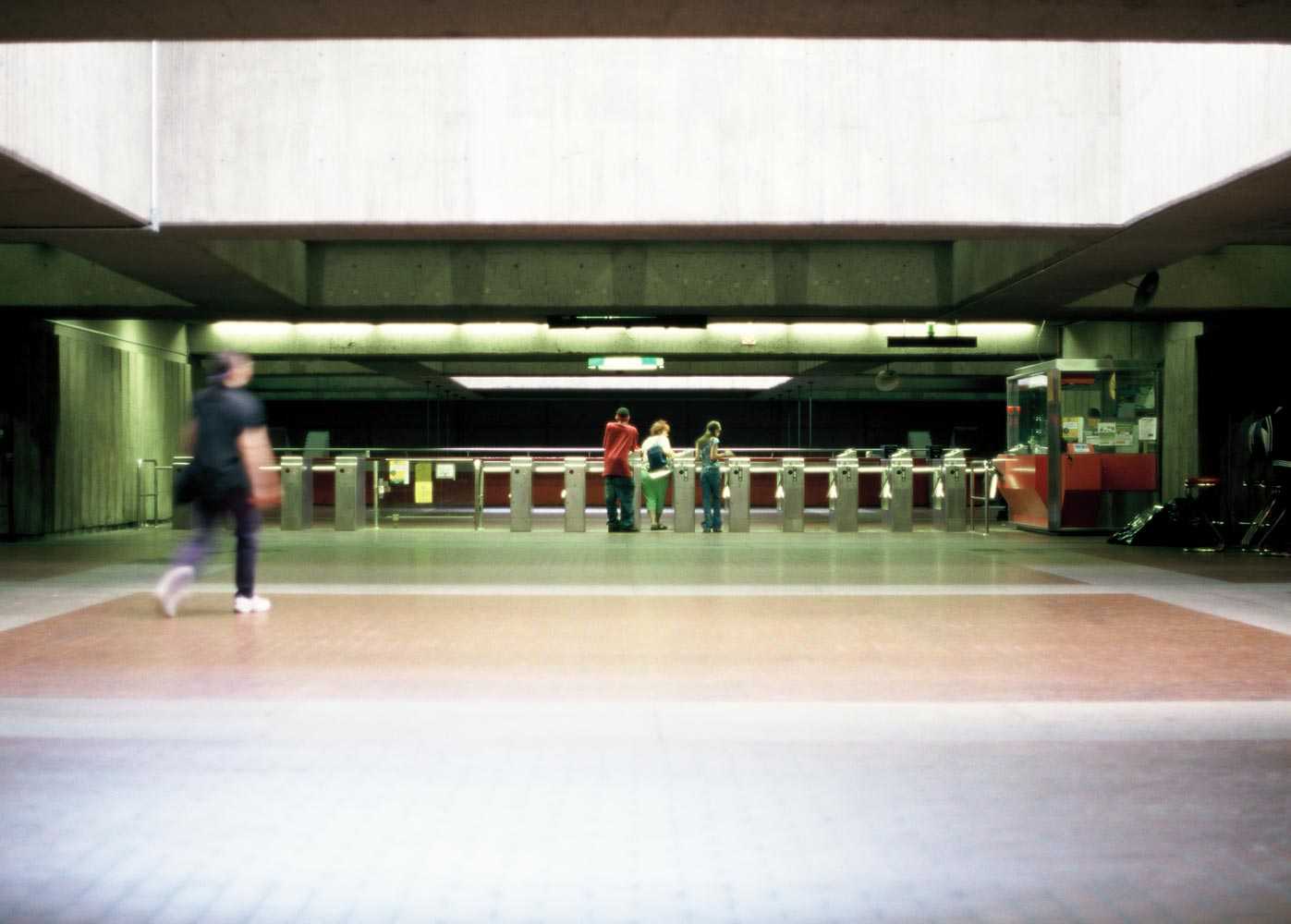
Visão interna da Estação Honoré-Beaugrand (Metro de Montreal).

## Ruas próximas
- rue Honoré-Beaugrand
- rue Sherbrooke

## Pontos de interesse
- Centre commercial Champlain
- Centre hospitalier juif de l'Espérance
- École correctionnelle Mont Saint-Antoine
- Les Galeries d'Anjou
- Louis Hippolyte Lafontaine Tunnel